# 朝韩海上边境事件
朝韩海上边境事件是朝鲜和韩国在黄海（韩国称西海）爆发的一系列军事冲突，因为当初朝鲜战争的《朝鮮停戰協定》并没有解决两国海上边界划分问题，同时这里蕴藏丰富的渔业价值，故而一直存在边界争议。

## 沿革
1953年，朝鲜战争休戰，朝鲜和韩国在陆地上建立军事分界线，但是在海上没有划分边界线，这里的甕津郡大陆被朝鲜占据，小岛屿则被韩国占据。
1953年8月30日，美国领导的联合国军与中国人民志愿军、朝鲜人民军在朝鲜半岛签署休戰協定，暂定朝鲜和韩国的分界线是北方界线。朝鲜战争休戰之初，朝鲜人民军的海军缺乏实力，只能以实际控制的方式防止韩国入侵，后来，它的角色转换为防止朝鲜船只越过边界线开往韩国。
黄海地区的北方界线是联合国部队的巡逻范围。1973年的共同外交电报解密，当时美国国务院和美国国防部的态度是：“我们注意到，没有证据表明北方界线曾正式提交给朝鲜”。
1973年，朝鲜谈判代表参加举行的第346届会议的军事停战委员会确立了北方界线的地位。1973年10月和11月，朝鲜派遣巡逻船占据北方界线南部地区。
1999年，朝鲜船只开始越过北方界线，试图攻占从1953年以来联合国部队管辖的属于韩国的小岛屿。
1999年，朝鲜单方面宣称海上军事化边界线以试图占领南部小岛屿，导致朝鲜和韩国形成了不一样的海上边界线。
自从1999年以来，朝鲜渔船和海军舰艇经常在北方界线附近航行，大多数情况下，占据小岛屿的韩国海军向越界朝鲜船只开火迫使它们返回，但是有时也发生船只碰撞和交火事件。北方界线海域蕴藏丰富的三疣梭子蟹，海上冲突有时被称为“蟹大战”。

## 大事记

朝鲜和韩国在黄海海域有争议的暂定分界线：
A: 1953年，联合国军划分的边界线。
B:1999年，朝鲜宣布的边界线，包括：
1–延坪岛2–白翎岛3–大青岛
----
4-中区（国际机场），5-首尔，6-仁川广域市， 7-海州市，8-开城特级市，9-江华郡

1–延坪岛2–白翎岛3–大青岛

### 1999年冲突
1999年6月15日，1艘朝鲜鱼雷船和2艘巡逻船陪同一群渔船进入有争议的水域。韩国高速巡逻船靠近朝鲜船只，试图阻止他们，朝鲜人民军海军随即开火，大韩民国海军返回。
战斗导致损失1艘朝鲜鱼雷船、5艘巡逻船受损、30名水手死亡、70人受伤；韩国只有11名士兵受伤，2艘舰艇破损。
冲突发生之后，朝鲜和韩国在北京举行对话谈判，由于冲突的严重性，会谈级别提高，并且继续谈判。
美国和中国都对此表示担忧，希望冲突双方以外交方案解决这个问题。这次冲突进一步拉开了朝鲜和韩国的军事差距。

### 2002年冲突
2002年6月29日上午，2艘朝鲜巡逻船越过北方界线延坪岛附近海域，他们遭遇2艘韩国海军船只，朝鲜巡逻船旋即开火射击，不久之后，朝鲜巡逻船撤回到朝鲜海域，朝鲜船只彻底破坏。韩军有6人死亡、18人受伤，1艘高速艇被击沉。

### 2004年冲突
2004年11月1日，3艘朝鲜船只越过分界线，他们遭遇韩国巡逻船，但是没有率先开火，韩国船只先开火，朝鲜船只随后撤回了，没有伤亡报告。

### 2009年冲突
2009年11月10日，1艘朝鲜船只越过分界线，韩国随后警告其3次，警告无效之后，韩方鸣枪示警，双方随后爆发冲突，最后造成朝鲜船只严重损坏，韩国船只轻微损伤，1名朝鲜死亡,3人受伤，韩国没有人员伤亡。

### 2010年冲突
2010年1月27日，朝鲜海军对分界线附近的韩国船只发射炮弹，韩方随后进行还击，这次冲突发生在白翎岛附件。3天之后，朝鲜向该岛屿发射炮弹攻击。
2010年3月26日，载着韩国海军104人的天安号护卫舰在黄海海域白翎岛和大青岛之间巡逻时，受袭沉入海底，救援行动找到58个幸存者，但46名水兵丧生。
5月，国际调查小组得出结论，天安号护卫舰沉没是因为遭到朝鲜鱼雷的袭击，国际调查小组包括澳大利亚、加拿大、瑞典、英国和美国的军事专家。
6月，朝鲜否认对韩国天安号护卫舰实施攻击。
7月，联合国安理会发表主席声明，谴责了这次袭击，但没有确定攻击者。
11月23日，韩国在年度例行军事演习中发射数十枚炮弹后，朝鲜随即炮击韩国的延坪岛炮兵阵地，韩国亦还击了80多炮，双方开始进行互射。朝鲜发射的炮弹共计170余枚其中60枚命中延坪岛。轰炸岛上造成了广泛的破坏，造成4名韩国人死亡、19名韩国人受伤。
韩国报复性的炮击朝鲜机枪阵地。随后引发了国际社会的广发关注。
美国海军乔治·华盛顿号航母后来派赴该地和大韩民国海军举行韩美联合军事演习，对朝鲜实施震慑。